# Belhassen Aloui
Belhassen Aloui (arabe : بلحسن العلوي), né le 17 mars 1973 à Tunis, est un footballeur international tunisien évoluant au poste d'attaquant.
Il est sélectionné pour la première fois en équipe nationale le 29 novembre 1995, lors d'un match amical contre le Burkina Faso. Durant sa carrière, il dispute sept matchs avec celle-ci, marquant un but.

## Biographie
Fils de Mohieddine Aloui, ancien footballeur au Stade populaire et à l'Espérance sportive de Tunis, il rejoint cette dernière où il s'illustre dans les catégories des jeunes. L'entraîneur Anton Donchevski l'intègre parmi les seniors en 1992 mais, jugé encore tendre pour l'équipe première, il réintègre les espoirs. Deux ans après, Faouzi Benzarti lui donne une nouvelle chance mais, malgré son talent, il est incapable de faire face à la concurrence de Kenneth Malitoli, Ayadi Hamrouni et Hassen Gabsi. Il n'a l'occasion de jouer que quatre fois et marque un seul but contre l'Al Hilal Omdurman en coupe arabe des clubs champions.
Il est donc cédé au Club sportif de Hammam Lif où il passe deux saisons de haut niveau, obtenant le titre de meilleur buteur du championnat, un titre assuré dès la seizième journée puisqu'il est prêté à un club saoudien lors des dix derniers matchs, et rejoignant les rangs de l'équipe nationale.
À son retour, le Club africain fait tout pour l'enrôler mais l'on s'aperçoit très vite que le joueur a perdu ses repères et qu'il est devenu un joueur ordinaire. Après une année de prêt au Club olympique de Médenine, il est incapable de marquer le moindre but en 17 matchs. Il termine sa carrière au Club sportif de Hammam Lif mais sans aucun éclat.

## Parcours en équipe nationale
Lors de sa période de grâce, l'entraîneur Henryk Kasperczak n'hésite pas à le sélectionner et il participe ainsi à sept rencontres internationales :
- 29 novembre 1995 : match amical contre le Burkina Faso (3-0) dont un but d'Aloui ;
- 23 décembre 1995 : match amical contre la Zambie (0-2) ;
- 3 janvier 1996 : match amical contre le Maroc (1-3) ;
- 8 janvier 1996 : match amical contre l'Égypte (1-2) ;
- 16 janvier 1996 : match contre le Mozambique lors de la CAN 1996 (1-1) ;
- 28 janvier 1996 : match contre le Gabon lors de la CAN 1996 (1-1 ; 4-1 aux tirs au but) ;
- 13 octobre 1996 : match amical contre le Japon (0-1).